# Aino Kallas

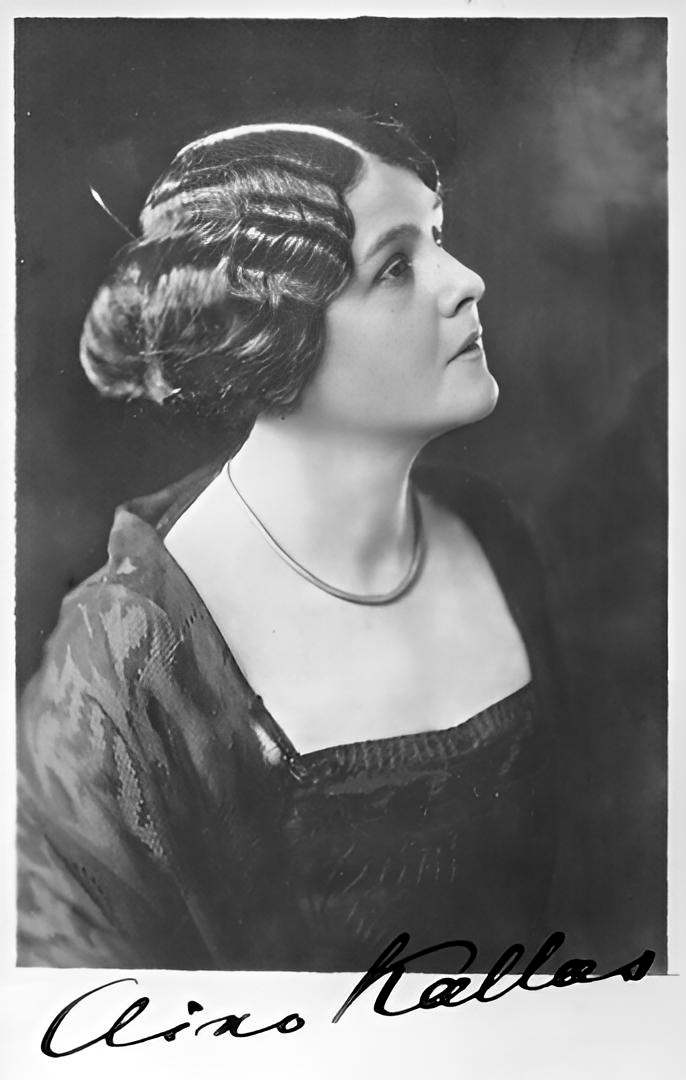
Aino Kallas

Aino Kallas (* 2. August 1878 auf dem Hof Kiiskilä bei Wyborg; † 9. November 1956 in Helsinki) war eine finnisch-estnische Schriftstellerin und Lyrikerin.

## Frühe Jahre
Aino Kallas (geborene Krohn) wurde als Tochter des finnischen Literaturwissenschaftlers Julius Krohn in ein polyglottes, vornehmlich deutsch sprechendes Elternhaus geboren. Unter dem Pseudonym Suonio veröffentlichte ihr Vater eigene Lyrik. Schon als Kind schrieb sie selbst Gedichte und Novellen. 1900 heiratete sie den estnischen Folkloristen und späteren Diplomaten Oskar Kallas (1868–1946). Das Paar lebte von 1900 bis 1903 zunächst in Sankt Petersburg. 1904 zogen beide nach Tartu um, wo sie bis 1918 lebten. Gemeinsam hatte das Paar die fünf Kinder Virve, Laine, Sulev, Lembit und Hillar. Die letzten beiden starben bereits als Kleinkinder.

## Schriftstellerin
In Tartu engagierte sich Aino Kallas in der estnischen Literatengruppe Noor-Eesti („Junges Estland), die sich auch für die Unabhängigkeit Estlands vom Russischen Reich einsetzten. Estnische Themen spielen in ihrem literarischen Werk eine große Rolle, dort begegnete sie westlichen Hochintellektuellen, wie John Galsworthy. Ihr Durchbruch gelang mit“ der Novellensammlung Meren takaa (1904/05), in der ebenso wie in ihrer Novelle Ants Raudjalg realistisch die gesellschaftlichen Zustände in Estland geschildert werden. Die Novellensammlung Lähtevien laivojen kaupunki ist besonders dem Symbolismus verpflichtet. Sie markiert Kallas’ Hinwendung zu universalistischen und mythischen Stoffen.
Aino Kallas unterhielt von 1916 bis 1919 eine Liebesaffäre mit dem finnischen Schriftsteller Eino Leino (1878–1926). In diese Zeit fallen die erfolgreichen Werke Seitsemän: Titanic-novelleja und Katinka Rabe, die sowohl vom Symbolismus als auch vom Impressionismus geprägt sind.
Am 12. April 1923 hielt Aino Kallas in Budapest einen Vortrag, dem „ein vornehmes, besonders aus Damen bestehendes Publikum, darunter auch die Gemahlin des Reichsverwesers Nikolaus v. Horthy beigewohnt“ hatte. Am Ende ihres Aufenthaltes in Ungarn verabschiedete sie sich am 13. April mit einer Rede, in der sie u. a. ausführte:

„Ich möchte Ihnen allen meinen tiefempfundenen Dank aussprechen, nicht nur in meinem eigenen Namen, sondern vor allem in dem Namen des estnischen Volkes, des jüngsten unter den finn-ugrischen Völkern, eines Volkes, zwar nicht jung an Jahren, aber jung an Freiheit. […] Ich kam hierher mit vielen Theorien über die Zusammengehörigkeit unserer Völker, aber ich gehe fort mit einem neuen Bewußtsein, das in mir stark und lebendig ist, das mich beglückt und reich macht. Ich erinnere mich von meiner Kindheit her einiger Gedichte von Petöfi, die mein Vater übersetzt hatte. Bis zu dieser Stunde noch weht aus ihnen der glühende Freiheitsdrang, der diese Gedichte mir so unvergeßlich gemacht hat.“

Der mit 50.000 Fmk dotierte finnische Aleksis-Kivi-Preis wurde im Jahre 1942 an Aino Kallas verliehen.

## London
In den 1920er Jahren zog Aino Kallas mit ihrem Mann nach London, wo dieser von 1922 bis 1934 als estnischer Gesandter tätig war. Für achtzehn Jahre blieb die Stadt ihr Lebensmittelpunkt. Sommeraufenthalte auf der Insel Hiiumaa nutzte sie für ihr literarisches Schaffen. Dort entstanden auch die Werke Barbara von Tisenhusen, Reigin pappi und Sudenmorsian.
In späteren Jahren schrieb Aino Kallas auch Theaterstücke. Die bekanntesten sind Mare ja hänen poikansa und Bathsheba Saarenmaalla. Manche Werke wurden zu Opern umgearbeitet, vor allem durch die Komponisten Eduard Tubin und Tauno Pylkkänen.

## Exil
Mit der sowjetischen Besetzung Estland mussten Aino und Oskar Kallas nach Stockholm ins Exil fliehen. Dort starb ihr Mann 1946. Aino Kallas lebte von 1944 bis 1953 in Schweden, bevor sie in ihre Heimat Finnland übersiedelte.

## Wichtigste Werke
- Lauluja ja balladeja, 1887
- Kuloa ja kevättä, 1899
- Kirsti, 1902
- Meren takaa, Band 1, 1904
- Meren takaa, Band 2, 1905
- Ants Raudjalg, 1907
- Lähtevien laivojen kaupunki, 1913
- Seitsemän: Titanic-novelleja, 1914
- Suljettu puutarha, 1915
- Musta raita, 1919
- Katinka rabe, 1920
- Barbara von Tisenhusen, 1923
- Reigin pappi, 1926 (dt.: Der Pfarrer von Roicks, 1929)
- Sudenmorsian, 1928 novelleja, 1928
- Pyhän joen kosto, 1930
- Bathsheba Saarenmaalla, 1932
- Mare ja hänen poikansa, 1935
- Talonpojan kunnia, 1936
- Kuoleman joutsen 1942
- Kuun silta, 1943
- Löytöretkillä Lontoossa, 1944
- Polttoroviolla, 1945
- Kanssavaeltajia ja ohikulkijoita, 3 Bände, 1945–47
- Seitsemän neitsyttä, 1948
- Virvatulia, 1949
- Rakkauden vangit, 1951
- Päiväkirja vuosilta 1897–1906, 1952 (Tagebücher)
- Päiväkirja vuosilta 1907–1915, 1953 (Tagebücher)
- Päiväkirja vuosilta 1916–1921, 1954 (Tagebücher)
- Päiväkirja vuosilta 1922–26, 1955 (Tagebücher)
- Päiväkirja vuosilta 1927–31, 1956 (Tagebücher)
- Vaeltava päiväkirja vuosilta 1946–1956, 1957 (Tagebücher)
- Elämäni päiväkirjat, 2 Bände, 1978 (Tagebücher)

## Weiterführende Literatur
- Kai Laitinen: Aino Kallas 1897–1921. Helsinki 1995